# Ohh Síí, Más... Más !!! (álbum)
Ohh síí, más, más!!! es el segundo disco de la banda de rock Las Ultrasónicas, lanzado por Sony Music bajo el subsello Termita. Es el primer disco lanzado como power trio, formato que predominaría en las futuras formaciones de la agrupación hasta nuestros días y el último con la participación de Jessy Bulbo.

## Antecedentes
Después de la grabación de su primer disco editado por Munster Records, la banda aun como cuarteto pasa por una etapa de incertidumbre lo que deriva en que sus integrantes se enfoquen en otras actividades. Jenny Bombo mantenía su residencia en EEUU entre Pittsburgh y San Francisco, Jessy Bulbo se muda a Veracruz , Susy A-Vox deja la actividad musical para dedicarse a su vida familiar y enfocarse en su nuevo empleo además de decantarse por la pintura , por su parte Ali Wah- Wah (de ahora en adelante Ali Gua Gua) se mantiene dándole promoción al primer álbum de la banda y se incorpora a la agrupación Intestino Grueso por invitación de su amigo Miguel Calderón con quien habían coincidido en los foros donde Las Ultrasonicas tocaban de manera habitual. En 2001 Jenny Bombo decide regresar a México de manera permanente y se encuentra en condiciones de reactivar a Las Ultrasónicas y establecer un itinerario de ensayos y presentaciones. Sin el regreso de Susy A-Vox en la voz principal y convertidas en un power trio, Jessy Bulbo pasa a tomar la voz de los temas que interpretaba la ahora exintegrante.

## Grabación
Alejandro Marcovich (Caifanes) toma la dirección de "Discos Termita" , un subsello que Sony y que estaba reclutando talento emergente. Marcovich visita el Foro Alicia donde se encuentra a Ali Gua Gua a quien le propone su incorporación a dicho subsello para la grabación de un nuevo álbum. Finalmente Discos Termita firma a Pink Punk, Yucatán A Go-Gó, Las Ultrasónicas y Lady Bombón. Las 3 primeras bandas publicaron álbum con dicho subsello que desaparecería en 2003.
Con la banda como trío, las grabaciones comienzan en julio de 2002 en el estudio "Vicente Fernandez" de SONY en las afueras de la Ciudad de México. Las sesiones se realizan bajo la instrucciones de Marcovich quien proporciona a las Ultrasónicas un amplio catálogo de guitarras y efectos para lograr el mejor resultado posible así como arreglos y consejos de ejecución en ciertas partes de los temas.
La banda deseaba una grabación que mantuviera la esencia del sonido punk-garage-rock sin estar sobre producida y cuidando la calidad del sonido manteniendo el concepto artístico de la agrupación. Al proceso de grabación se incorpora el reconocido Ingeniero de Sonido León Granados quien había trabajado con KISS y Guns and Roses entre muchos grupos más.
Diferentes conflictos creativos se dieron durante el proceso de grabación debido a que Alejandro Marcovich pedía que un tema fuera grabado en inglés con la amenaza de no publicar el disco ante una negativa.
Los problemas entre Las Ultrasónicas y el productor crecieron cuando este último exigió a la banda que firmaran con su editora además del 30% de todos los ingresos que la banda generara. Toda esta situación genera dos bandos entre Las Ultrasónicas ya que Jessy Bulbo se alinea a los intereses de Alejandro Marcovich y con (obvia) oposición de Jenny Bombo y Ali Gua Gua. Toda esta atmósfera deriva en la salida de la banda de Jessy Bulbo quien había desarrollado una relación personal con Marcovich, al final el grupo no firma con la editora del guitarrista y lo hacen con Warner Music donde encuentran condiciones más favorables, aunque Jessy Bulbo sí termina firmando con la editora del productor Alejandro Marcovich.

## Título del álbum y arte interior
El título del álbum es un frase con la que concluye el tema "No quiero un novio" incluido en el álbum así como en "Vente en mi boca (pt.2) donde es usada en uno de los coros. Eventualmente esta frase (Ohh síí, más, más!!!) seria incluida en las interpretaciones en vivo de "Vente en mi boca" (La parte 1). 
El arte del álbum estuvo a cargo de Yibran Asuad quien además fue responsable de las fotos de portada e interiores tomadas en el Foro Alicia.

## Promoción
Antes de la presentación formal a medios, el trío estuvo promocionando el álbum en diferentes estaciones como Radioactivo 98.5 y Radio UNAM y en diferentes medios impresos.
Las tensiones en el interior del grupo generaron incertidumbre sobre la participación de Jessy Bulbo en los compromisos ya pactados del grupo. Jenny Bombo y Ali Gua Gua no tenían certeza de que la bajista cumpliera en la presentación a medios organizada por Sony en el foro Alicia por lo que habían estado ensayando con un músico de respaldo aunque finalmente Bulbo se presentó a tocar en el recital solo para anunciar su salida de la banda argumentando mayores intereses artísticos en la danza.
La banda rápidamente recluta a Eddie Micro como vocalista y a Roxxxy Glam como bajista para cumplir con los compromisos firmados (incluida la participación en el Vive Latino 2003)
Que Grosero! es lanzada como primer sencillo mismo que contó con un video promocional aun con Jessy Bulbo (dirigido por Ali Gua Gua y con la participación de decenas de aficionados mediante una convocatoria). Este primer sencillo tuvo que ser modificado para evitar la censura en radio. Otros dos videos fueron lanzados, "Descocada" (de alta rotación e los canales especializados) y del cual hubo dos versiones ya con Eddy Micro y Roxxxy Glam que estuvo inspirado en la película Faster, Pussycat! Kill! Kill!  y como tercer sencillo el tema  "Godzilla" filmado en el barrio chino en San Francisco.
Una gira por México , EEUU y Colombia fue realizada para la promoción del álbum.

## Composición
8 canciones aparecían en el track list del CD (aunque varios tracks ocultos estaban incluidos). 6 nuevos temas originales fueron publicados bajo los créditos de Bombo,Gua Gua,Bulbo. El tema "Vente en mi boca" que ya había sido presentado en su primer álbum fue regrabado. También se incluyeron un cover del tema "El Rock nacio conmigo" popularizado en México por el grupo Timbiriche que a su vez es una adaptación del tema "Born to Hand Jive" del OST de la película "Grease". En el track 65 se incluye un tema instrumental llamado "Tintineus Felinus" que básicamente es Jenny Bombo tocando el piano del estudio de grabación . El track 66 incluye un tema con orientación al metal llamado "K.I.S.S." y el track 69 una tercera versión de "Vente en mi boca" con la etiqueta de "Parte 2"."Que grosero"  fue compuesta pensando en hacer un tema al estilo de Angélica Maria y tuvo un impacto inmediato al ser incluido en la película "Ladie´s Night "
Al igual que en el primer álbum, todos los temas originales fueron acreditados en un 33.33% a Ali, Jessy y Jenny como creadoras en un acuerdo mutuo aun y cuando en varios de los temas existía una única compositora.

## Lista de canciones
| N.º | Título                  | Vocalista principal | Duración |  |
| 1.  | «Adicto del Rock»       | Jenny Bombo         | 1:49     |  |
| 2.  | «Que Grosero!»          | Jessy Bulbo         | 2:58     |  |
| 3.  | «No quiero un novio»    | Jessy Bulbo         | 2:17     |  |
| 4.  | «El Rock nació conmigo» | Jessy Bulbo         | 2:07     |  |
| 5.  | «Vente en mi boca»      | Jenny Bombo         | 1:40     |  |
| 6.  | «Godzilla»              | Jenny Bombo         | 2:32     |  |
| 7.  | «Descocada»             | Jessy Bulbo         | 2:12     |  |
| 8.  | «Gracias Mamá»          | Ali Gua Gua         | 2:24     |  |

| Bonus Tracks |                           |                     |          |  |
| N.º          | Título                    | Vocalista principal | Duración |  |
| 65.          | «Tintineus Felinus»       | Instrumental        | 2:12     |  |
| 66.          | «K.I.S.S.»                | Jenny, Jessy y Ali  | 2:41     |  |
| 69.          | «Vente en mi boca (pt.2)» | Jenny Bombo         | 1:33     |  |

## Personal
Las Ultrasónicas
- Jenny Bombo: batería, piano, voz solista, segunda voz, armonía vocal
- Jessy Bulbo: bajo, voz solista, segunda voz, armonía vocal
- Ali Gua Gua: guitarra solista, voz solista segunda voz, armonía vocal

Producción
- Alejandro Marcovich: producción y edición digital
- Leonardo Granados: grabación
- León Granados: grabación y mezcla (excepto "Vente en mi boca pt.2")
- Isaías G. Astun: masterización
- Gustavo Serrano: edición digital en masterización
- Alejandro Charpenel: coach de batería